# Liste des Premiers ministres du Canada

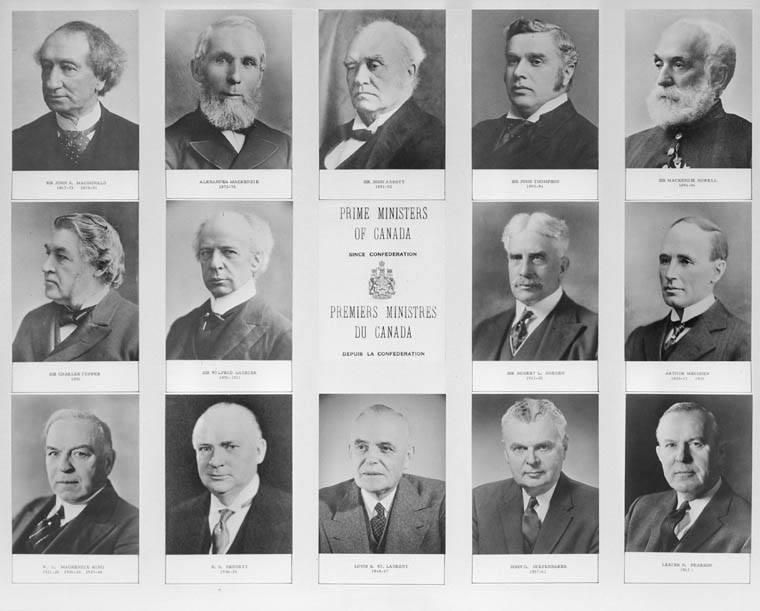
Premiers ministres du Canada de 1867 à 1967.

Le premier ministre du Canada (en anglais : Prime Minister of Canada) est l'officiel qui joue le rôle de ministre de la Couronne, de président du Cabinet et, par conséquent de chef du gouvernement du Canada. Officiellement, il est nommé par le gouverneur général, mais par convention constitutionnelle, le premier ministre doit avoir la confiance de la Chambre des communes. Généralement, il est le chef du parti politique détenant le plus de sièges à la Chambre des communes, mais, si ce dernier ne dispose pas du soutien de la majorité à la Chambre, le gouverneur général peut nommer un autre premier ministre ou dissoudre le parlement et organiser une nouvelle élection. Par convention constitutionnelle, un premier ministre doit posséder un siège au parlement et, depuis le début du XXe siècle, cela signifie précisément posséder un siège à la Chambre des communes.
Le poste n'est pas défini dans les documents qui constituent la partie écrite de la Constitution du Canada ; le pouvoir exécutif est formellement possédé par le souverain et est exercé pour son compte par le gouverneur général. Le mandat de premier ministre fait partie de la tradition constitutionnelle. Le poste fut initialement modelé sur l'équivalent britannique du poste. John A. Macdonald fut formellement chargé par Charles Stanley Monck le 24 mai 1867 de former le premier gouvernement de la Confédération canadienne. Le 1er juillet 1867, le 1er conseil des ministres entra en fonction.
La date de début du mandat du premier ministre est lorsqu'il ou elle est assermenté à son ministère, car un serment de premier ministre n'est pas demandé. Cependant, à partir de 1957, le nouveau premier ministre doit prêter un serment spécial. Avant 1920, la démission du premier ministre était acceptée immédiatement par le gouverneur général et le dernier jour du cabinet était la date de la mort ou de la démission du premier ministre. Depuis 1920, le premier ministre sortant ne démissionne formellement que le jour de formation du nouveau gouvernement. Toutefois, en vertu de la Loi de l'interprétation de 1967, on considère qu'un mandat prend fin dès la fin du jour qui précède la démission.

## Liste
- Parti libéral
- Partis conservateurs historiques : Parti libéral-conservateur, Parti conservateur (historique), Parti unioniste, Parti national libéral et conservateur, Parti progressiste-conservateur
- Parti conservateur

Abréviations :

Min. : Ministère

Provinces :

AB : Alberta, CB : Colombie-Britannique, MB : Manitoba, NÉ : Nouvelle-Écosse, ON : Ontario, QC : Québec, SK : Saskatchewan
|      | Portrait | Nom (naissance et mort) Circonscription(s) électorale(s) | Min.            | Dates du mandat   | Dates du mandat                 | Mandat(s) (législature(s))                                                                                                  | Parti politique                        |
| ---- | --- | --- | --------------- | ----------------- | ------------------------------- | --- | -------------------------------------- |
| 1    | | John A. Macdonald (1815-1891) Député de Kingston (ON) | 1               | 1er juillet 1867  | 5 novembre 1873                 | Élu en 1867 (1re législature) Réélu en 1872 (2e législature)                                                                | Parti libéral-conservateur             |
| 1    | Ministre de la Justice ; Intégration de la terre de Rupert et du Territoire du Nord-Ouest au sein du Canada ; Loi sur le Manitoba ; Rébellion de la rivière Rouge ; Confédération de Colombie-Britannique ; Création de la Police montée du Nord-Ouest ; Démissionne à la suite du scandale du Pacifique. | John A. Macdonald (1815-1891) Député de Kingston (ON) |                 |                   |                                 | |                                        |
| 2    | | Alexander Mackenzie (1822-1892) Député de Lambton (ON) | 2               | 7 novembre 1873   | 9 octobre 1878                  | Désigné (2e législature)§ Élu en 1874 (3e législature)                                                                      | Parti libéral                          |
| 2    | § Gouvernement minoritaire. Loi sur les Indiens ; Scandale du Pacifique ; Création de la Cour suprême du Canada ; Création du Collège militaire royal du Canada ; Création du poste de Vérificateur général du Canada. | Alexander Mackenzie (1822-1892) Député de Lambton (ON) |                 |                   |                                 | |                                        |
| (1)  | | John A. Macdonald (1815-1891) Député de Victoria (CB) 1878-1882 Député de Carleton (ON) 1882-1887 Député de Kingston (ON) 1887-1891                            | 3               | 17 octobre 1878   | 6 juin 1891                     | Élu en 1878 (4e législature) Réélu en 1882 (5e législature) Réélu en 1887 (6e législature) Réélu en 1891 (7e législature)   | Parti libéral-conservateur             |
| (1)  | Politique nationale ; Rébellion du Nord-Ouest ; Pendaison de Louis Riel. Mort en fonction (crise cardiaque). | John A. Macdonald (1815-1891) Député de Victoria (CB) 1878-1882 Député de Carleton (ON) 1882-1887 Député de Kingston (ON) 1887-1891                            |                 |                   |                                 | |                                        |
| 3    | | John Abbott (1821-1893) Sénateur d'Inkerman (QC) | 4               | 16 juin 1891      | 24 novembre 1892                | Désigné (7e législature) | Parti libéral-conservateur             |
| 3    | Devient premier ministre à la suite de la mort de Macdonald du fait de l'opposition au catholique John Thompson. Il se retira à cause de problèmes de santé. | John Abbott (1821-1893) Sénateur d'Inkerman (QC) |                 |                   |                                 | |                                        |
| 4    | | John Thompson (1845-1894) Député de Antigonish (NÉ) | 5               | 5 décembre 1892   | 12 décembre 1894                | Désigné (7e législature) | Parti libéral-conservateur             |
| 4    | Ministre de la Justice ; Premier premier ministre catholique. Question des écoles du Manitoba. Mort en fonction (crise cardiaque). | John Thompson (1845-1894) Député de Antigonish (NÉ) |                 |                   |                                 | |                                        |
| 5    | | Mackenzie Bowell (1823-1917) Sénateur de l'Ontario | 6               | 21 décembre 1894  | 27 avril 1896                   | Désigné (7e législature) | Parti conservateur (historique)        |
| 5    | Question des écoles du Manitoba. | Mackenzie Bowell (1823-1917) Sénateur de l'Ontario |                 |                   |                                 | |                                        |
| 6    | | Charles Tupper (1821-1915) Il n’a pas occupé de fonction parlementaire pendant son mandat de premier ministre                                                  | 7               | 1er mai 1896      | 8 juillet 1896                  | Désigné (aucune) | Parti conservateur (historique)        |
| 6    | Chercha à défaire les Patrons of Industry, mais son mandat fut dominé par la Question des écoles du Manitoba. Ne siégea jamais au parlement en tant que premier ministre. | Charles Tupper (1821-1915) Il n’a pas occupé de fonction parlementaire pendant son mandat de premier ministre                                                  |                 |                   |                                 | |                                        |
| 7    | | Wilfrid Laurier (1841-1919) Député de Québec-Est (QC) | 8               | 11 juillet 1896   | 6 octobre 1911                  | Élu en 1896 (8e législature) Réélu en 1900 (9e législature) Réélu en 1904 (10e législature) Réélu en 1908 (11e législature) | Parti libéral                          |
| 7    | Question des écoles du Manitoba ; Seconde guerre des Boers ; Confédération de l'Alberta et de la Saskatchewan ; Création de la Marine royale canadienne ; Réciprocité commerciale avec les États-Unis ; Premier premier ministre francophone ; Suppression du droit de vote des amérindiens. | Wilfrid Laurier (1841-1919) Député de Québec-Est (QC) |                 |                   |                                 | |                                        |
| 8    | | Robert Borden (1854-1937) Député de Halifax (NÉ) jusqu'en 1917 Député de Kings (NÉ) à partir de 1917                                                           | 9               | 10 octobre 1911   | 11 octobre 1917                 | Élu en 1911 (12e législature)                                                                                               | Parti conservateur (historique)        |
| 8    | 10 | Robert Borden (1854-1937) Député de Halifax (NÉ) jusqu'en 1917 Député de Kings (NÉ) à partir de 1917                                                           | 12 octobre 1917 | 10 juillet 1920   | Réélu en 1917 (13e législature) | Parti unioniste |                                        |
| 8    | Première Guerre mondiale ; Military Service Act ; Crise de la conscription (1917) ; Parti unioniste ; Création du Conseil national de recherches Canada ; Introduction de l'impôt sur le revenu ; Grève générale de Winnipeg ; Résolution Nickle. | Robert Borden (1854-1937) Député de Halifax (NÉ) jusqu'en 1917 Député de Kings (NÉ) à partir de 1917                                                           |                 |                   |                                 | |                                        |
| 9    | | Arthur Meighen (1874-1960) Député de Portage la Prairie (MB)                                                                                                   | 11              | 10 juillet 1920   | 29 décembre 1921                | Désigné (13e législature)                                                                                                   | Parti national libéral et conservateur |
| 9    | Intégration du Grand Tronc à la Compagnie des chemins de fer nationaux du Canada. | Arthur Meighen (1874-1960) Député de Portage la Prairie (MB)                                                                                                   |                 |                   |                                 | |                                        |
| 10   | | William Lyon Mackenzie King (1874-1950) Député de York-Nord (ON) jusqu'en 1925 Député de Prince Albert (SK) à partir de 1926                                   | 12              | 29 décembre 1921  | 29 juin 1926,                   | Élu en 1921 (14e législature) Réélu en 1925 (15e législature)‡                                                              | Parti libéral                          |
| 10   | Perdit son siège lors de l'élection de 1925, qui déboucha sur un parlement minoritaire ; Resta en fonction sans avoir la majorité des sièges à la Chambre des Communes avec le soutien des progressistes ; le gouverneur général rejeta sa demande de dissolution du parlement (Affaire King-Byng). ‡ Meighen avait obtenu une majorité relative dans l'élection de 1925, mais King resta en poste avec le soutien tacite des progressistes jusqu'à ce que l'affaire King-Byng entraine sa démission et que Meighen fut invité à former un gouvernement. | William Lyon Mackenzie King (1874-1950) Député de York-Nord (ON) jusqu'en 1925 Député de Prince Albert (SK) à partir de 1926                                   |                 |                   |                                 | |                                        |
| (9)  | | Arthur Meighen (1874-1960) Député de Portage la Prairie (MB)                                                                                                   | 13              | 29 juin 1926      | 25 septembre 1926               | Désigné (15e législature)‡                                                                                                  | Parti conservateur (historique)        |
| (9)  | Nommé à la suite de l'affaire King-Byng. Il fut battu et perdit son siège lors de l'élection de 1926. ‡ Meighen avait obtenu une majorité relative dans l'élection de 1925, mais King resta en poste avec le soutien tacite des progressistes jusqu'à ce que l'affaire King-Byng entraine sa démission et que Meighen fut invité à former un gouvernement. | Arthur Meighen (1874-1960) Député de Portage la Prairie (MB)                                                                                                   |                 |                   |                                 | |                                        |
| (10) | | William Lyon Mackenzie King (1874-1950) Député de Prince Albert (SK)                                                                                           | 14              | 25 septembre 1926 | 7 août 1930                     | Élu en 1926 (16e législature)§                                                                                              | Parti libéral                          |
| (10) | § Gouvernement minoritaire. Introduction de l'épargne retraite ; Grande Dépression. | William Lyon Mackenzie King (1874-1950) Député de Prince Albert (SK)                                                                                           |                 |                   |                                 | |                                        |
| 11   | | Richard Bedford Bennett (1870-1947) Député de Calgary-Ouest (AB)                                                                                               | 15              | 7 août 1930       | 23 octobre 1935                 | Élu en 1930 (17e législature)                                                                                               | Parti conservateur (historique)        |
| 11   | Grande Dépression ; Commission canadienne de radiodiffusion ; Commission canadienne du blé ; Création de la Banque du Canada. | Richard Bedford Bennett (1870-1947) Député de Calgary-Ouest (AB)                                                                                               |                 |                   |                                 | |                                        |
| (10) | | William Lyon Mackenzie King (1874-1950) Député de Prince Albert (SK) jusqu'en 1945 Député de Glengarry (ON) à partir de 1945                                   | 16              | 23 octobre 1935   | 15 novembre 1948                | Élu en 1935 (18e législature) Réélu en 1940 (19e législature) Réélu en 1945 (20e législature)                               | Parti libéral                          |
| (10) | Création de la Société Radio-Canada ; Office national du film du Canada ; Nationalisation de la Banque du Canada ; Seconde Guerre mondiale ; Crise de la conscription (1944) ; Trans-Canada Air Lines ; Affaire Gouzenko. | William Lyon Mackenzie King (1874-1950) Député de Prince Albert (SK) jusqu'en 1945 Député de Glengarry (ON) à partir de 1945                                   |                 |                   |                                 | |                                        |
| 12   | | Louis St-Laurent (1882-1973) Député de Québec-Est (QC) | 17              | 15 novembre 1948  | 21 juin 1957                    | Désigné (20e législature) Élu en 1949 (21e législature) Réélu en 1953 (22e législature)                                     | Parti libéral                          |
| 12   | Entrée du Canada dans l'OTAN et à l'ONU ; Crise du canal de Suez ; Création de la Force d’urgence des Nations unies ; Déclaration de Londres ; Confédération de Terre-Neuve-et-Labrador ; Péréquation ; Route transcanadienne ; Voie maritime du Saint-Laurent ; Pipeline transcanadien ; Débat sur le pipeline. | Louis St-Laurent (1882-1973) Député de Québec-Est (QC) |                 |                   |                                 | |                                        |
| 13   | | John Diefenbaker (1895-1979) Député de Prince Albert (SK) | 18              | 21 juin 1957      | 22 avril 1963                   | Élu en 1957 (23e législature)§ Réélu en 1958 (24e législature) Réélu en 1962 (25e législature)§                             | Parti progressiste-conservateur        |
| 13   | § Gouvernement minoritaire. Annulation du programme Avro Arrow ; Affaire Coyne ; Crise des missiles de Cuba ; Déclaration canadienne des droits autorisant le droit de vote des amérindiens. | John Diefenbaker (1895-1979) Député de Prince Albert (SK) |                 |                   |                                 | |                                        |
| 14   | | Lester B. Pearson (1897-1972) Député de Algoma-Est (ON) | 19              | 22 avril 1963     | 20 avril 1968                   | Élu en 1963 (26e législature)§ Réélu en 1965 (27e législature)§                                                             | Parti libéral                          |
| 14   | § Gouvernement minoritaire. Programme du missile Bomarc ; Introduction de l'assurance maladie universelle ; Régime de pensions du Canada ; Aides financières aux étudiants ; Création du nouveau drapeau canadien ; Pacte de l'auto ; Refus de participation à la Guerre du Viêt Nam ; Commission royale d'enquête sur le bilinguisme et le biculturalisme ; Unification des Forces canadiennes ; Célébrations du centenaire du Canada. | Lester B. Pearson (1897-1972) Député de Algoma-Est (ON) |                 |                   |                                 | |                                        |
| 15   | | Pierre Elliott Trudeau (1919-2000) Député de Mont-Royal (QC)                                                                                                   | 20              | 20 avril 1968     | 4 juin[R] 1979                  | Désigné (27e législature) Élu en 1968 (28e législature) Réélu en 1972 (29e législature)§ Réélu en 1974 (30e législature)    | Parti libéral                          |
| 15   | § Gouvernement minoritaire. Ministre de la Justice ; "Trudeaumanie"; "Société Juste"; Crise d'Octobre ; Loi des mesures de guerre ; Loi sur les langues officielles ; Établissement de relations diplomatiques avec la Chine ; Création de Petro-Canada ; Entrée dans le G7 ; Introduction du système métrique. | Pierre Elliott Trudeau (1919-2000) Député de Mont-Royal (QC)                                                                                                   |                 |                   |                                 | |                                        |
| 16   | | Joe Clark (1939- ) Député de Yellowhead (AB) | 21              | 4 juin 1979       | 3 mars[R] 1980                  | Élu en 1979 (31e législature)§                                                                                              | Parti progressiste-conservateur        |
| 16   | § Gouvernement minoritaire. Plus jeune premier ministre. Battu lors d'une motion de censure sur un programme fiscal. | Joe Clark (1939- ) Député de Yellowhead (AB) |                 |                   |                                 | |                                        |
| (15) | | Pierre Elliott Trudeau (1919-2000) Député de Mont-Royal (QC)                                                                                                   | 22              | 3 mars 1980       | 29-30 juin[R] 1984              | Élu en 1980 (32e législature)                                                                                               | Parti libéral                          |
| (15) | Lancement du Programme énergétique national ; Référendum de 1980 au Québec ; Loi sur l'accès à l'information ; Loi constitutionnelle de 1982 ; Charte canadienne des droits et libertés ; Loi canadienne sur la santé. | Pierre Elliott Trudeau (1919-2000) Député de Mont-Royal (QC)                                                                                                   |                 |                   |                                 | |                                        |
| 17   | | John Turner (1929-2020) Il n’était pas un parlementaire lors de son mandat de premier ministre                                                                 | 23              | 30 juin 1984      | 16-17 septembre[R] 1984         | Désigné (aucune) | Parti libéral                          |
| 17   | Successeur de Trudeau au poste de chef du Parti libéral. Ne siège jamais au parlement lors de son mandat. | John Turner (1929-2020) Il n’était pas un parlementaire lors de son mandat de premier ministre                                                                 |                 |                   |                                 | |                                        |
| 18   | | Brian Mulroney (1939-2024) Député de Manicouagan (QC) jusqu'en 1988 Député de Charlevoix (QC) à partir de 1988                                                 | 24              | 17 septembre 1984 | 24-25 juin[R] 1993              | Élu en 1984 (33e législature) Réélu en 1988 (34e législature)                                                               | Parti progressiste-conservateur        |
| 18   | Annulation du Programme énergétique national ; Accord du lac Meech ; Attentat du vol 182 d'Air India ; Accord de libre-échange canado-américain ; Introduction de la taxe sur les produits et services ; Accord de Charlottetown ; Bonnes relations avec Ronald Reagan ; Privatisation de Petro-Canada ; Guerre du Golfe ; Tuerie de l'École polytechnique de Montréal ; Crise d'Oka ; Canadian Environmental Protection Act ; Accord de libre-échange nord-américain ; Affaire Airbus.                                                                  | Brian Mulroney (1939-2024) Député de Manicouagan (QC) jusqu'en 1988 Député de Charlevoix (QC) à partir de 1988                                                 |                 |                   |                                 | |                                        |
| 19   | | Kim Campbell (1947- ) Députée de Vancouver-Centre (CB) | 25              | 25 juin 1993      | 3-4 novembre[R] 1993            | Désignée (34e législature)                                                                                                  | Parti progressiste-conservateur        |
| 19   | Première femme première ministre. Ne siégea jamais au parlement durant son mandat. Battue, elle perdit son siège à l'élection de 1993. | Kim Campbell (1947- ) Députée de Vancouver-Centre (CB) |                 |                   |                                 | |                                        |
| 20   | | Jean Chrétien (1934- ) Député de Saint-Maurice (QC) | 26              | 4 novembre 1993   | 11-12 décembre[R] 2003          | Élu en 1993 (35e législature) Réélu en 1997 (36e législature) en 2000 (37e législature)                                     | Parti libéral                          |
| 20   | Livre Rouge ; Taxe de vente harmonisée ; Référendum de 1995 au Québec ; Loi sur la clarté référendaire ; Tentative d'assassinat ; Guerre du Kosovo ; Crue de 1997 de la Rivière Rouge ; Social Union Framework Agreement ; Création du territoire du Nunavut ; Loi sur le système de justice pénale pour les adolescents ; Incident de Shawinigan ; Invasion de l'Afghanistan ; Opposition à la guerre en Irak ; Scandale des commandites ; Protocole de Kyoto ; Commission Gomery.                                                                      | Jean Chrétien (1934- ) Député de Saint-Maurice (QC) |                 |                   |                                 | |                                        |
| 21   | | Paul Martin (1938- ) Député de LaSalle—Émard (QC) | 27              | 12 décembre 2003  | 5-6 février[R] 2006             | Désigné (37e législature) Élu en 2004 (38e législature)§                                                                    | Parti libéral                          |
| 21   | § Gouvernement minoritaire. Scandale des commandites ; Commission Gomery ; Loi sur le mariage civil ; Sommet de Kelowna ; Refus du bouclier antimissile américain ; G20 ; Atlantic Accord. | Paul Martin (1938- ) Député de LaSalle—Émard (QC) |                 |                   |                                 | |                                        |
| 22   | | Stephen Harper (1959- ) Député de Calgary-Sud-Ouest (AB) | 28              | 6 février 2006    | 4 novembre 2015                 | Élu en 2006 (39e législature)§ Réélu en 2008 (40e législature)§ Réélu en 2011 (41e législature)                             | Parti conservateur                     |
| 22   | Gouvernement minoritaire et majoritaire ; Réduction de la taxe sur les produits et services ; Guerre d'Afghanistan ; Affaire Chuck Cadman ; Motion sur la nation québécoise ; Excuses pour l'impôt sur les ouvriers chinois ; Loi sur les droits des vétérans ; Crise financière mondiale de 2007-2008 ; Crise politique canadienne de 2008 ; Grippe A (H1N1) de 2009 ; Débat sur les F-35 ; Outrage au parlement. | Stephen Harper (1959- ) Député de Calgary-Sud-Ouest (AB) |                 |                   |                                 | |                                        |
| 23   | | Justin Trudeau (1971- ) Député de Papineau (QC) | 29              | 4 novembre 2015   | 13-14 mars[R] 2025              | Élu en 2015 (42e législature) Réélu en 2019 (43e législature)§ Réélu en 2021 (44e législature)                              | Parti libéral                          |
| 23   | Gouvernement majoritaire et minoritaire ; Taxe carbone ; Cannabis au Canada ; Affaire SNC-Lavalin ; Blackface ; Blocus autochtone anti-gazoduc de 2020 au Canada ; Crise du coronavirus ; Mort de la reine Élisabeth II ; Guerre commerciale des États-Unis avec le Canada et le Mexique de 2025. | Justin Trudeau (1971- ) Député de Papineau (QC) |                 |                   |                                 | |                                        |
| 24   | | Mark Carney (1965- ) Il n’est pas un parlementaire lors du début de son mandat de premier ministre entre le 14 mars et le 28 avril 2025. Député de Nepean (ON) | 30              | 14 mars 2025      | En fonction                     | Désigné (44e législature ) Élu en 2025 (45e législature)                                                                    | Parti libéral                          |
| 24   | Guerre commerciale des États-Unis avec le Canada et le Mexique de 2025. | Mark Carney (1965- ) Il n’est pas un parlementaire lors du début de son mandat de premier ministre entre le 14 mars et le 28 avril 2025. Député de Nepean (ON) |                 |                   |                                 | |                                        |

R  La Loi d'interprétation de 1967 établit que « lorsqu'un mandat commence ou se termine un jour spécifique, ce mandat est considéré comme ayant commencé ou s'étant terminé après la fin de la veille ». D'après cette loi, les mandats des premiers ministres sont considérés comme s'étant terminés à la fin de leur dernier jour en poste (la première date donnée), même si leurs démissions ne sont reçues par le gouverneur général que le lendemain. Cette disposition s'applique à Trudeau père en 1979 et en 1984, à Clark, à Turner, à Mulroney, à Campbell, à Chrétien, à Martin et à Trudeau fils.

## Premiers ministres vivants
En date de mars 2025, six anciens premiers ministres canadiens sont encore en vie, le plus âgé étant Jean Chrétien, né en 1934. Le plus récent décès d'un premier ministre est celui de Brian Mulroney le 29 février 2024. John A. Macdonald (1867-1873, 1878-1891) et John Thompson (1892-1894) sont les seuls premiers ministres à mourir en cours de mandat.
| Nom            | Mandats   | Date de naissance |
| -------------- | --------- | ----------------- |
| Joe Clark      | 1979-1980 | 5 juin 1939       |
| Kim Campbell   | 1993-1993 | 10 mars 1947      |
| Jean Chrétien  | 1993-2003 | 11 janvier 1934   |
| Paul Martin    | 2003-2006 | 28 août 1938      |
| Stephen Harper | 2006-2015 | 30 avril 1959     |
| Justin Trudeau | 2015-2025 | 25 décembre 1971  |

## Par durée en fonction
Le premier ministre en fonction lors du déclenchement d'une élection reste en poste durant la campagne électorale et jusqu'à l'assermentation de son successeur; ce temps fait partie des totaux ci-bas. L'actuel premier ministre est indiqué en gras.
|    | Nom                         | Temps               | Mandats | Années                              |
| -- | --------------------------- | ------------------- | ------- | ----------------------------------- |
| 1  | William Lyon Mackenzie King | 21 ans et 154 jours | 6       | 1921 – 1926 1926 – 1930 1935 – 1948 |
| 2  | John A. Macdonald           | 18 ans, 359 jours   | 6       | 1867 – 1873 1878 – 1891             |
| 3  | Pierre Elliott Trudeau      | 15 ans, 164 jours   | 4       | 1968 – 1979 1980 – 1984             |
| 4  | Wilfrid Laurier             | 15 ans, 86 jours    | 4       | 1896 – 1911                         |
| 5  | Jean Chrétien               | 10 ans, 38 jours    | 3       | 1993 – 2003                         |
| 6  | Stephen Harper              | 9 ans, 271 jours    | 3       | 2006 – 2015                         |
| 7  | Justin Trudeau              | 9 ans, 133 jours    | 3       | 2015 – 2025                         |
| 8  | Brian Mulroney              | 8 ans, 281 jours    | 2       | 1984 – 1993                         |
| 9  | Robert Laird Borden         | 8 ans, 274 jours    | 2       | 1911 – 1920                         |
| 10 | Louis St-Laurent            | 8 ans, 218 jours    | 2       | 1948 – 1957                         |
| 11 | John Diefenbaker            | 5 ans, 305 jours    | 3       | 1957 – 1963                         |
| 12 | Richard Bedford Bennett     | 5 ans, 77 jours     | 1       | 1930 – 1935                         |
| 13 | Lester B. Pearson           | 4 ans, 364 jours    | 2       | 1963 – 1968                         |
| 14 | Alexander Mackenzie         | 4 ans, 336 jours    | 1       | 1873 – 1878                         |
| 15 | Paul Martin                 | 2 ans, 56 jours     | 1       | 2003 – 2006                         |
| 16 | John Thompson               | 2 ans, 7 jours      | 0       | 1892 – 1894                         |
| 17 | Arthur Meighen              | 1 an, 260 jours     | 0       | 1920 – 1921 1926                    |
| 18 | John Abbott                 | 1 an, 161 jours     | 0       | 1891 – 1892                         |
| 19 | Mackenzie Bowell            | 1 an, 128 jours     | 0       | 1894 – 1896                         |
| 20 | Joe Clark                   | 273 jours           | 1       | 1979 – 1980                         |
| 21 | Kim Campbell                | 132 jours           | 0       | 1993 – 1993                         |
| 22 | John Turner                 | 79 jours            | 0       | 1984                                |
| 23 | Charles Tupper              | 68 jours            | 0       | 1896                                |
| 24 | Mark Carney                 | 4 mois et 17 jours  | 0       | Depuis 2025                         |

Le poste de premier ministre a été vacant pendant dix jours en 1891 et encore en 1894.